# Османска империя
Османската империя (на османски турски: دولتْ علیّه عثمانیّه Devlet-i Âliye-yi Osmâniyye, в превод „Велика Османска държава“, на новотурски език: Osmanlı İmparatorluğu или Osmanlı Devleti, в превод Османска империя или Османска държава), която на Запад е позната и като Турска империя или просто Турция, е историческа многонационална държава – ислямска теократична абсолютна монархия. В периода между XIV и XX век заема обширни територии и контролира Близкия изток, Мала Азия, Северна Африка, Югоизточна Европа и част от Централна Европа. Основана е в края на 13 век в Северозападен Анадол в град Соют (съвременна провинция Биледжик) от турския племенен лидер Осман I. След 1354 г. османците преминават в Европа и със завладяването на Балканите османският бейлик се трансформира в трансконтинентална империя. Османците слагат край на вековната Византийска империя с превземането на Константинопол на 29 май 1453 г. от Мехмед II. По-късно Османската империя е обявена за халифат, след като османският султан става и халиф – владетел на светите градове Мека и Медина.
Османската империя просъществува до началото на XX век, когато след Първата световна война е подписан Лозанският мирен договор от 1923 година, който слага край на многовековната ислямска империя. Наследена е от множество национални държави и светската Република Турция.
В дипломатическите кръгове е била също позната и като Високата порта или просто Портата, благодарение на церемония, която султанът изпълнявал за чуждите посланици на портата на двореца си. Те също са влагали и смисъла, че империята дълго време е врата между Европа и Азия.
Държавната религия в Османската империя е ислямът. По-голямата част от завладените и покорени народи в европейската част на империята изповядват източноправославното християнство. Духовното господство над тази рая е предоставено на Вселенската патриаршия, където преобладава гръцкият клир.

## Име
Прилагателното „османски“ (неправилно предавано понякога на български като „отомански“) е тясно свързано с първия султан Осман I (управлявал 1299 – 1326), основател на династията, която управлява 620 години. На османски турски името на държавата е Devlet-i ʿAlīye-yi ʿOsmānīye (на османски турски: دولت عليه عثمانیه) или ʿOsmānlı Devleti (на османски турски: عثمانلى دولتى). На съвременен турски език тя се нарича Osmanlı İmparatorluğu („Османска империя“) или Osmanlı Devleti („Османска държава“).
Турската дума „османлии“ (Osmanlı) първоначално се отнася до последователите на Осман по време на създаването на държавата, а впоследствие се употребява по отношение на представителите на военно-административния държавен елит. За разлика от него, селското и по-нисшестоящото население на османския бейлик в Мала Азия се нарича „турци“ (Türk) и се счита за неподходящо, когато става дума за образовани хора.
 В началото на Новото време представителите на градското образовано турскоезично население, които не са от военно-административната класа, често наричат себе си нито османлии, нито турци, а руми (на османски турски: رومى), от Рум – термина, с който мюсюлманите от Ориента назовават Римската империя и Византия. Към края на XVII век обаче този термин започва да изчезва от употреба по отношение на турскоговорещите и започва да се прилага само към православното християнско население (рум миллет), запазвайки това си значение в Турция до днес.
Исторически в Европа двете названия – „Османска империя“ и „Турция“, често се използват взаимозаменяемо, като по-краткото се предпочита при неформални случаи. Официално името Турция се утвърждава през 1923 г., след като новото републиканско правителство го избира като единствено. Повечето историци предпочитат да не използват „Турция“ и „турски“ по отношение на Османската империя поради нейния многонационален характер.

## История

### Образуване на държава (1299 – 1453)
След разпадането на Иконийския султанат около 1300 година почти цяла Мала Азия, загубена от отслабената Византийска империя, остава под контрола на множество малки турски владения, наричани днес Малоазийски бейлици. Едно от тях, в района на Ескишехир в западната част на страната, е оглавявано от Осман I, който дава името си на бъдещата империя. Той увеличава територията си, достигайки до границите на Византия и премества столицата си в Бурса.
През столетието, последвало смъртта на Осман I през 1324 година, наследниците му завладяват нови територии в Мала Азия и Балканския полуостров. Турците идват на Балканите като византийски съюзници, първият сблъсък с тях е през юни 1344 г. когато турците на Умур бег от бейлика Айдън търпят поражение от Момчил войвода в битката при Абдера при Порто Лагос – Беломорска Тракия. Битката при Питион, станала през октомври 1352 г., e първата голяма битка вече не с айдънските, а с османските турци в Европа. Същата 1352 г., след тежко земетресение разрушило стените ѝ, османските турци превземат крепостта Цимпе на Галиполския полуостров, която е първата крепост завладяна от тях в Европа и с това започва турското завоюване на Балканите. В 1361 под османска власт пада Димотика и става първата османска столица в Европейските земи. В 1362 пада Одрин и от 1365 до 1453 тук е османската столица. Важният град Солун е превзет в 1387 година, а с битките при Черномен (1371), Косово поле (1389), Търново (1393) и Никопол (1396) османците установяват властта си в източната и централната част на Балканите.
Разгромът на султан Баязид I от Тимур при Анкара през 1402 година предизвиква тежка династична криза в османската държава, която е преодоляна едва през 20-те години. През следващите десетилетия султаните Мехмед I и Мурад II стабилизира властта си и отвоюва загубените по време на междуособиците територии. При управлението на Мехмед II е окончателно унищожена Византийската империя, чиито владения от дълго време се ограничават главно до град Константинопол.
Константинопол е превзет след двумесечна обсада на 29 май 1453 година. Градът става новата столица на Мехмед. Падането на Константинопол, един от символите на християнската цивилизация, получава широк отзвук в цяла Европа, предизвиквайки появата на апокалиптични теории за предстоящо завладяване на континента от мюсюлманите.

### Разрастване и епоха на Сюлейман I (1453 – 1566)
Превземането на Константинопол през 1453 година утвърждава водещата роля на Османската империя в Югоизточна Европа и Източното Средиземноморие. Тя осъществява териториално разширение, разпростирайки се далеч във вътрешността на Европа и в Северна Африка. Завоеванията са извършени от дисциплинираната и модерна за времето си османска армия. Флотът също успешно се противопоставя на италианските държави в Черно и Средиземно море и на Португалия в Червено море и Индийския океан. Установила контрол над основните търговски пътища, свързващи Европа и Азия, империята преживява и стопански подем.

### Империя и халифат
През първата половина на XVI век Османската империя процъфтява под управлението на няколко способни султана. Селим I (1512 – 1520) присъединява големи територии с мюсюлманско население в Близкия изток, след като разгромява иранския шах Исмаил I при Чалдиран през 1514 година. Той завладява Египет и се противопоставя на португалците в Червено море.
Наследникът на Селим, Сюлейман I (1520 – 1566), завзема нови територии. След падането на Белград през 1521 година и битката при Мохач през 1526 година той установява контрол над централната част на Унгария. През 1529 година обсажда Виена без успех, а през 1532 година предприема нов поход, който не успява да достигне до града. През 1547 година император Фердинанд I е принуден да признае османската власт в Унгария. По това време Трансилвания, Влашко и Молдова стават васали на Империята. На изток османците завладяват Багдад през 1535 година, с което установяват контрол над Месопотамия и си осигуряват достъп до Персийския залив. В края на управлението на Сюлейман I населението на Османската империя достига 15 милиона души.
При Селим и Сюлейман Османската империя се превръща във водеща морска сила, установявайки своята хегемония в Средиземно море. Експедициите на Хайредин Барбароса водят до поредица от победи над флотите на християнските държави. Завзети са Тунис и Алжир, контролирани дотогава от испанците, а през 1543 година Барбароса помага на французите да завладеят Ница. През този период Франция и Османската империя са стратегически съюзници в общата си борба срещу Хабсбургите. Империята участва активно в европейските дипломатически отношения през XVI век, като сключва съюзи също с Англия и Нидерландия.
В хода на XVI век морското превъзходство на османците постепенно отстъпва пред засилването на някои западноевропейските флоти, най-вече тази на Португалия в района на Индийския океан. Водеща непрестанни войни на два отдалечени фронта, в Централна Европа и в Иран, Империята постепенно започва да изпитва недостиг на ресурси, което спира по-нататъшното ѝ разрастване.

### Бунтове и нов възход (1566 – 1683)
Ефективните военни и бюрократични структури от предния век се оказват под натиск, по време на продължителен период на управление на слаби султани. Въпреки тези трудности, империята остава основна сила до битката при Виена през 1683 г., която отбеляза края на османското разширение в Европа.
По това време, европейските държави започват да полагат усилия за овладяване на османския контрол над традиционните търговски пътища по суша между Източна Азия и Западна Европа, които започват с Пътя на коприната. С помощта на новите географски открития, западноевропейските държави започват да заобикалят османския търговски монопол, създавайки свои собствени морски пътища към Азия. Откриването от португалците на нос Добра надежда през 1488 г. предизвиква поредица от османско-португалски морски войни в Индийския океан през целия XVI век. От икономическа гледна точка, огромният приток на испанско сребро от Новия свят води до рязко обезценяване на валутата на Османската империя и висока инфлация. Това предизвиква сериозни негативни последици на всички нива на османското общество.
Териториалното разширение на Московска Русия при Иван IV (1533 – 1584) към Волга и Каспийския регион, за сметка на Астраханското ханство, нарушава и северните търговски пътища. Амбициозният план на Мехмед паша, велик везир при султан Селим II, за прокопаване на канал между Дон и Волга (започнат през юни 1569 г.), съчетано с атака над Астрахан, се проваля и канала е изоставен с настъпването на зимата. От този момент нататък, империята приема стратегията за използване на Кримския хаганат като защита срещу Русия. През 1571 г., кримският хан Девлет I, подкрепен от турците, опожарява Москва. На следващата година, той повтаря нашествието, но е отблъснат в битката при Молоди. Кримското ханство продължава периодичните си нашествия в Източна Европа, включително и под формата на набези за роби и остава значителна сила в Източна Европа и заплаха за Московска Русия до края на XVII век.
В южната част на Европа, католическите сили, водени от Филип II Испански, формират съюз, който трябва да оспори османското надмощие в Средиземно море. Победата над турската флота в Битката при Лепанто е съкрушителен удар по дотогавашния образ на непобедимост на Османската империя. Все пак, историците днес наблягат повече на символичното, а не толкова на военното значение на битката, тъй като, в рамките на шест месеца след поражението, набързо е построен нов турски флот от 250 ветроходни кораба, включително осем големи модерни тримачтови галери. В пика на строителството, пристанищата на Константинопол построяват по един нов кораб всеки ден. В разговори с венециански служител, великият везир коментира: „Когато превзехме Кипър от вас, ние отрязахме едната ви ръка; когато победихте нашия флот, вие само обръснахте брадата ни.“. Бързото възстановяване на морската сила на Османската империя убеждава Венеция да подпише мирен договор през 1573 г., и османците са в състояние да разширят и усилят позициите си в Северна Африка. Все пак, това, което турците не успяват да заменят, са опитните моряци и морски офицери. Битката при Лепанто се оказва далеч по-пагубна за османската флота от гледна точка на загубата на опитните екипажи, отколкото от загубата на корабите, които са заменени бързо.
За разлика от това, границата с Хабсбургите се запазва сравнително стабилна, и по нея се провеждат само сравнително малки битки за притежанието на отделни крепости. Патовата ситуация е причинена от подсилването на защитата на Хабсбургите и отразява естествените географски ограничения: в епохата преди Индустриалната революция, Виена бележи най-отдалечената точка, до която османската армия може да достигне от Константинопол в периода на една кампания от ранна пролет до края на есенния сезон. Тя също така отразява трудностите, които изпитва империята от необходимостта да поддържа два отделни фронта: един срещу австрийците, и друг срещу съперничещата ислямска държава на Сафавидите в Персия.
На бойното поле, османците постепенно изостават от европейците във военно отношение, поради това, че нововъведенията, които са обуславяли разширяването на империята дотогава, започват да стават все по-редки и невъзприемани с нарастването на религиозния и интелектуален консерватизъм. Промените в европейските военни тактики и оръжия водят до това, че опасната дотогава спахийска конница губи военното си значение. Дългата война срещу австрийските Хабсбурги (1593 – 1606) създава необходимостта от увеличаване на пехотата, екипирана с огнестрелно оръжие. Това предизвиква намаляване на изискванията за набиране на еничари и значително увеличаване на числеността в еничарските корпуси, което обаче води до неефективност, недисциплинираност и нарастващи бунтове сред тях. Османското управление се бори с тези проблеми, но никога не успява да ги реши напълно.
Развитието от европейците на тактики с употреба на огнестрелно оръжие се оказва смъртоносно срещу пехота в сгъстени формации, използвана от османските турци. Нередовните стрелци са набирани по същите причини и при разпускане от армията се заемат с грабителство (Въстанията на джелялите в периода 1595 – 1610 г.), което поражда масова анархия в Анадола в края на XVI и началото на XVII век. Около 1600 г., населението на империята достига 30 млн. души, и недостигът на земя оказва допълнителен натиск върху правителството. През 1597 г. Морисън пише, че евреите и гърците „държат“ търговията на Турция.
XVII век обаче, се оказва не само време на стагнация и упадък за османската държава, но също и ключов период, през който нейните структури започват да се адаптират към вътрешния и външния натиск и към новите реалности. Султанатът на жените (1648 – 1656) е период, в който едни от най-важните решения в държавата се вземат от жените Султанки. Това не е безпрецедентно явление в историята на държавата. Основателка на „Султанатът на жените“ е кадъната на Султан Сюлейман, Хюррем Султан, под чието влияние Султанът взима доста важни решения. След нея ролята взима дъщеря ѝ Михримах. Като наследница на тази политика също се утвърждава Нурбану, жена на Селим II. Нурбану е описана от венецианския дипломат Андреа Джирити като „жена с изключителна доброта, смелост и мъдрост“, макар че тя „препъва някои, докато награждава други“ Другите две Султанки, които са извоювали мястото си в този период са Макпейкер Кьосем Султан и Сафийе Султан, които затварят вратата на „Султанатът на жените“ Хюррем, Михримах, Нурбану, Кьосем и Сафийе остават в историята като 5-те най-влиятелни жени в Османската империя.
Неадекватността на Ибрахим I (1640 – 1648) и издигането на престола на малолетния Мехмед IV през 1646 г., предизвикват значителна криза в управлението, която е запълнена от доминиращите жени от харема. Най-известните жени от този период са Кьосем Султан и снаха ѝ Хатидже Турхан, чието политическо съперничество кулминира в убийството на Кьосем през 1651 г. По време на неговото управление около 1660 г. става и най-масовата ислямизация в Родопите и Беломорието.
Този период дава път на епохата на управление на рода Кьопрюлю (1656 – 1703), през която те упражняват ефективен контрол като велики везири на империята. На 15 септември 1656 г., осемдесетгодишният Кьопрюлю Мехмед паша приема канцеларските печати, след като е получил безпрецедентна власт от Хатидже Турхан и гаранции за ненамеса от нейна страна. Краен поддръжник на строгата дисциплина, той успешно затвърждава централната власт и възстановява военната мощ на империята. Това продължава при неговия син и наследник Фазъл Ахмед паша (велик везир от 1661 до 1676 г.). Везирите Кьопрюлю подновяват военните успехи и възстановяват централната власт в Трансилвания, завладяват остров Крит през 1669 г. и нахлуват в полскоезичната южна част на Украйна (крепостите Хотин и Каменец-Подолски, както и територията на Подолия са отстъпени на Османската империя през 1676 г..
Този период на подновена самоувереност завършва пагубно, когато през май 1683 г. великият везир Кара Мустафа паша, повежда огромна армия, за да обсади за втори път Виена през Голямата турска война от 1683 – 1687 г. В битката за града, последният щурм е забавен фатално и турските сили са разбити от съюзените хабсбургски, немски и полски войски, оглавени от полския крал Ян III Собиески.
Съюзът на Свещената лига опитва да се възползва от поражението на турците при Виена и по този начин, след петнадесетгодишна изтощителна война, се достига до мирния договор от Сремски Карловци (сключен на 26 януари 1699 г.), който слага край на Голямата турска война. Договорът оформя новото разпределение на силите в Централна и Източна Европа. За пръв път от началото на експанзията си в Европа, Османската империя отстъпва контрола над значими европейски територии (много от тях за постоянно), включително Османска Унгария. Империята е достигнала върха на способностите си ефективно да извършва експанзионистична политика спрямо европейските си съперници и оттук нататък е принудена да приеме предимно отбранителна стратегия в Европа.
Само два султана от този период лично упражняват силен политически и военен контрол над империята: енергичният Мурад IV (1612 – 1640), който възвръща Ереван (1635) и Багдад (1639) от Сафавидите и затвърждава централната власт и Мустафа II (1695 – 1703), който през 1695 – 1696 г. опитва да поеме инициативата и да поведе нова война срещу Хабсбургите в Унгария, но претърпява катастрофално поражение в битката при Зента (11 септември 1697 г.).

### Застой и реформи (1683 – 1827)
През следващия период, външните заплахи за Османската империя са традиционния ѝ враг – Австрия, както и новоизгряващата сила на изток – Руската империя. Османските турци, отстъпват големи територии на Балканите на Австрия. Някои райони на империята, като Египет и Алжир, реално остават зависими само на хартия, а по-късно попадат под влиянието на Великобритания и Франция. По-късно, през XVIII век, централизираната власт в Османската империя дава в различна степен автономия и на други провинции.
Започналата при Петър I руска експанзия представлява голяма и нарастваща заплаха за империята. Шведският крал Карл XII е приветстван като съюзник, след поражението си от руснаците в битката при Полтава през 1709 г. (по време на Великата северна война от 1700 – 1721 г.). Карл XII убеждава турския султан Ахмед III да обяви война на Русия, което довежда до победата на турците в кратката Прутска война през 1710 – 1711 г. Последвалият Пожаревски договор, подписан на 21 юли 1718 г. носи период на мир между войните. Въпреки това, договорът също така ясно показва, че Османската империя е в отбрана и няма възможност за нови нашествия в Европа.
През 1717 г. лейди Монтагю пише относно влиянието на евреите в търговията, че „всеки паша си има свой евреин, който е негов делови човек, той познава всичките му тайни и води всичките му начинания. Няма сключен договор, получен подкуп, доставена стока, без да са минали през ръцете на тези хора. Те са медиците, интендантите и преводачите на всички големци“. По подобен начин Галт описва гърците през 1811 г.
През Периода на лалето (1718 – 1730), наречен така заради любовта на султан Ахмед III към лалетата и употребата им от негова страна като символ на мирното му управление, политиката на империята към Европа търпи промяна. Империята започва да подобрява укрепленията на своите градове на Балканския полуостров, които да действат като защита срещу европейския експанзионизъм. Процъфтяват изобразителните изкуства и архитектурата, в културните произведения навлизат по-сложни стилове, повлияни от европейските барок и рококо. Класически пример за това е Фонтанът на Ахмед III пред двореца Топкапъ. Известният фламандско-френски художник Жан-Батист ван Моор посещава Османската империя по време на този период и рисува едни от най-известните произведения на изкуството, изобразяващи сцени от ежедневния живот в османското общество и в императорския двор.
След смъртта на Петър Велики през 1725 г., Екатерина I заема престола на Руската империя. Заедно с Австрия, Русия започва война срещу Османската империя, продължила от 1735 до 1739 г. Договорът от Белград, подписан на 18 септември 1739 г., слага край на войната и довежда до загубата на Сърбия и Олтения (Малка Влахия) в полза на Австрия и ключовото пристанище Азов, което е предадено на руснаците. От друга страна, с договора от Белград, Османската империя навлиза в един сравнително спокоен и мирен период, тъй като Австрия и Русия са ангажирани с нарастващата сила на Прусия при крал Фридрих Велики. Тези мирни години обаче обикновено се характеризират от историците като период на застой и неуспешни административни реформи.
През Средновековието, османската наука и технология са били силно развивани, в резултат на синтеза на класическото обучение с ислямската философия и математика, както и на познаването на китайските постижения в технологиите като барута и магнитния компас. Това влияние обаче постепенно запада и науката се превръща в регресивна и консервативна. Едва в края на мирния период, в империята започват опити за образователни и технологични промени, включително основаването на висши учебни заведения, като например Имперското училище за морски инженери. През 1734 г., когато е създадено Артилерийското училище с френски учители, с цел навлизане на напредничавите западни артилерийски методи, ислямските духовници успешно възразяват срещу това под формата на теодицея. Артилерийското училище повторно отваря чак през 1754 г., на полулегална основа.
Друг, доста по-ранен пример е отричането на печатната преса от гилдията на писарите като „дяволско изобретение“, и се стига до 53-годишна разлика между изобретяването ѝ от Йоханес Гутенберг в Европа и показването на първата преса пред османското общество в Константинопол, която е въведена от сефарадски евреи от Испания през 1493 г. (които са се преселили в Османската империя една година по-рано, бягайки от испанската инквизиция). До XVIII век обаче, печатната преса е използвана само от немюсюлманите в империята. През 1726 г. Ибрахим Мютеферик успява да убеди великия везир Ибрахим паша Дамат, великия мюфтия и духовенството в ефективността на печатната преса, а по-късно подава молба до султан Ахмед III, който дава разрешение на Мутеферика да публикува религиозни книги (въпреки съпротивата от страна на някои калиграфи и религиозни водачи). Пресата на Мутеферика публикува първата си книга през 1729 г. и до 1743 г. отпечатва 17 книги в 23 издания (всяко от които има между 500 и 1000 копия).
Започнати са и други колебливи промени – намалени са данъците, правят се опити да се подобри образа на османската държава, и се поощряват първите прояви на частното предприемачество.
След мирния период, който започва след 1739 г., Русия подновява експанзионистичната си политика отново през 1768 г. Под претекст за преследване на избягали полски бунтовници, руските войски навлизат в Балта (контролиран от турците град на границата на Бесарабия) избиват гражданите му и изгарят града. Това действие въвлича Османската империя в руско-турска война от 1768 – 1774 г. 
През януари 1769 г. 70-хилядната турско-татарска армия предприема една от най-големите атаки в историята на Русия, която е отблъсната от 6-хилядния гарнизон на Крепостта Св. Елисавета, което не позволява на турците да напредват по-нататък. След което са изтласкани до бреговете на Черно море от войските на генерал Румянцев. Резултатът от войната е загубата на северното крайбрежие на Черно море и Крим от Османската империя, поради което известните пазари на роби изчезват. Договорът от Кючук Кайнарджа слага край на войната Първа и дава на християнското население на контролираните от Османската империя провинции на Влашко и Молдова правото на свободно вероизповедание, като Русия е определена за гарант на това право.
В края на XVIII век броят на турското население северно от Дунав спада.
Пощенските спирки и хановете са почти официални институции, предвидени за подслоняване на пътници. Пощенските станции често са просто колиби от кал с хартия на прозорците. Във вътрешността има отоплена обща зала, в която може да се пуши и да се пие кафе. В хановете, които най-често са построени от камък, всеки пътник има право да влезе за през нощта и бедни и богати са приети почти на равна нога.
През 1821 г. е създаден корпус на турските преводачи, който успява да предостави редовен персонал през втората половина на века. В края на XVIII и началото на XIX век населението на Европейска Турция намалява.

### Упадък и модернизация (1828 – 1908)
През 1828 г. Уолш пише, че страната е обезлюдена. През периода на танзимата (1839 – 1876), серията от конституционни реформи на правителството, води до създаването на сравнително модерна наборна войска, реформа в банковата система, декриминализиране на хомосексуалността, замяна на религиозния закон със светско право и въвеждането на модерни фабрики при работата на занаятчийските гилдии. На 23 октомври 1840 г. в Цариград е създадено Османско министерство на пощите.
През 1847 г. Самюел Морз получава лиценз за телеграфа, който му е издаден от султан Абдул Меджид I. Султана лично тества новото изобретение. След успешния опит на 9 август 1847 г. започва и изграждането на първата телеграфна линия (Цариград – Одрин – Шумен).
Християнското население на империята, което е с по-високо образователно ниво, започва да дърпа напред мюсюлманското мнозинство, което води до голямо негодувание от страна на последните. През 1861 г. в империята има 571 основни и 94 средни училища за османските християни, в които учат общо 140 000 ученици. Тази цифра значително надвишава броя на мюсюлманските деца в училище, които, освен че са по-малобройни, допълнително са възпрепятствани заради времето, което прекарват в изучаване на ислямска и арабска теология. По-високите нива на образованост на християните им позволява да играят по-голяма роля в икономиката на държавата. През 1911 г. от общо 654 компании в Цариград, 528 са собственост на етнически гърци.
Кримската война (1853 – 1856) е част от дългата борба на големите европейски сили за контрол над западащата Османска империя. През 1854 г., заради финансовата тежест породена от войната, Османската империя е принудена да изтегли външен заем на стойност пет милиона британски лири. Войната е причина за масово преселение на около 200 000 кримски татари, които се заселват в империята. До края на Кавказката война, 90% от черкезите са прокудени от родните си места в Кавказ и също се установяват в границите на Османската империя.
Към 1854 г. християните в Османската империя не са в неравностойно положение по отношение на мюсюлманите. От 1856 г. с Хатихумаюн е установено равенство в империята, но християните и след това не подлежат на военна служба. Данъкът, който християните плащат е по-нисък отколкото компенсацията, която мюсюлманите трябва да платят, за да се освободят от военна служба.
Между 1857 и 1869 г. в Добруджа са построени първите две железопътни линии в европейската част на Османската империя. Първата е между Черна вода и Кюстенджа, а втората – между Русе и Варна. През 1860-те по трасето между Русе и Варна пътуват пощенски влакове два пъти седмично. През 1877 г. е построена железопътна линия между Цариград и Пловдив, достигаща Белово, която по-късно става част от линията на Ориент експрес. От Одрин има отклонения към Дедеагач на Егейско море, а от Харманли – към Нова Загора и Ямбол.
Уокър пише през 1861 г., че практиката на отвличане на християнки, предназначени „да красят турските хареми“ е разпространена в провинциите в Азия и Африка и има изолирани случаи в България. Не е имало систематично избиране на млади жени за харемите в Константинопол, нито трафик на роби.
Реформисткият период достига върха си с възприемане на модела на конституционна монархия през Първата конституционна епоха (на османски турски: مشروطيت; на турски: Birinci Meşrutiyet), когато е приета конституция – Kanun-ı Esasî (декември 1876 г.). В нея се постановява създаването на двукамарен парламент и провеждането на избори. Такива се провеждат през 1877 г.
Първата конституционна епоха на империята трае само до 13 февруари 1878 г., когато поради избухването на Руско-турската война парламентът е разпуснат от султан Абдул Хамид II и абсолютната монархия е възстановена.
Руско-турската война завършва с решителна победа на Русия. Като резултат от войната, хватката на Османската империя в Европа намалява значително. България се освобождава от османското владичество и се възстановява като васална държава, призната е независимостта на Румъния, Сърбия и Черна гора. През 1878 г. Австро-Унгария едностранно окупира османските Босненски вилает и Новопазарски санджак, но османското правителство оспорва този акт и продължава да поддържа своите войски в двете провинции.
В замяна на подкрепата оказана от британския министър-председател Бенджамин Дизраели за възстановяване на османските територии на Балканите по време на „берлинския конгрес“, през 1878 г. Британия поема администрацията на Кипър, а по-късно (1882) изпраща и войски в Египет под претекст, че помага на османското правителство да потуши бунта на Араби-паша. По този начин Британия ефективно придобива контрол и над двете територии.
От 1894 до 1896 г., между 100 и 300 хиляди арменци живеещи на територията на империята са избити при събитията станали известни под името Арменски кланета.
Със свиването на територията на империята много балкански мюсюлмани имигрират към малкото останали имперски територии на Балканите или в сърцето на Анадола. До 1923 г. само Анадола и части от Източна Тракия, остават като мюсюлманска територия.

### Последни години и разпадане (1908 – 1922)
Втората конституционна епоха в империята започва след „Младотурската революция“ (3 юли 1908 г.) и обявяването от султана, връщане на конституцията от 1876 г. и повторното свикване на Османския парламент. Този акт бележи началото на разпада на Османската империя. Тази епоха е доминирана от политиците от Комитета за единство и прогрес и движението, което става известно под името „младотурци“.
Австро-Унгария се възползва от гражданското неподчинение в империята и през 1908 г. официално анексира Босненския вилает, но за да избегне война с османците, изтегля войските си от Новопазарски санджак – друга спорна територия между двете империи. По времето на Итало-турската война (1911 – 1912 г.) в която Османската империя губи Либия, Балканският съюз обявява война на империята. Със загубата в Балканската война, Османската империя губи балканските си територии с изключение на Източна Тракия. До 1914 г. Османската империя е изтласкана от почти всичките си европейски и северноафрикански територии. Все пак под неин контрол остават около 28 млн. души – 17 млн. в границите на днешна Турция, 3 млн. в Сирия, Ливан и Палестина и 2,5 млн. в Ирак. Други 5,5 млн. остават под номинално османско владичество в Арабския полуостров.
През ноември 1914 г. империята се включва в Първата световна война на страната на Централните сили и взима участие в „Близкоизточния театър“. Империята постига няколко важни победи в първите години на войната, като: битката при Галиполи и обсадата на Ел Кут, но има и загуби – катастрофалната Кавказка кампания срещу руснаците. В тази война Съединените щати така и не обявяват война на Османската империя.
През 1915 г. руско-кавказката армия продължава да напредва в Северна Анатолия, подпомагана от османски арменци. Османското правителство започва депортиране и кланета над етническата арменска популация – събития които остават известни в историята под името Арменски геноцид.
Арабското въстание, което започва през 1916 г., обръща хода на събитията на Близкоизточния фронт, където през първите две години на войната изглежда, че силите на империята имат надмощие. С подписването на „Мудроското примирие“ на 30 октомври 1918 г. се слага край на военните действия в Близкия Изток. Последвалата окупация на Цариград и договора от Севър потвърждават разделянето на Османската империя.
Окупацията на Цариград и Смирна води до създаването на „Турско национално движение“, което под ръководството на Кемал Ататюрк печели Турската война за независимост (1919 – 1922 г.). Султанската власт е отменена на 1 ноември 1922 г. и последният султан Мехмед VI напуска страната на 17 ноември 1922 г. На 29 октомври 1923 Великото Народно събрание на Турция обявява създаването на Република Турция. Халифатът е премахнат на 3 март 1924 г.

## Държавно устройство
На върха на йерархичната държавна система се намира султанът, който упражнява върховната власт – политическа, военна, съдебна, социална и религиозна и притежава множество съответни титли. На теория той отговаря само пред Бог и изпълнява Божия закон – шариата. Той назначава всички на съответните длъжности и всеки закон се издава от него като ферман. Султанът е върховен главнокомандващ и притежава всички земи. По време на османската експанзия в Арабия в началото на XVI век султан Селим I приема и титлата халиф (повелител на всички правоверни). Макар на теория и практика да е теократична и абсолютна, властта на султана е всъщност ограничена. Той трябва да се съобразява с мнението на важните членове на династията, с бюрократичните и военни институции, както и с религиозните водачи.
Принадлежността към управляващата класа е свързана със следните характеристики: изповядване на исляма, лоялност към султана, спазване на правилата за поведение в двора на султана. Последното изискване на практика изключва болшинството от обикновените турци, чиито маниери и език са различни от тези на османците. В двора и в управлението се използва османски турски език, официален хибриден език, включващ много персийски и арабски елементи. С течение на времето обаче на държавна служба са допуснати и гърци, арменци и евреи – обикновено като дипломати, търговци или тесни професионалисти.
Ежедневните задачи на правителството и формулирането на политики са в ръцете на дивана – личният съвет на султана, ръководен от Велик везир. Входната порта към помещенията за заседания на Дивана (през XVII век те стават резиденция на Великия везир) се нарича Висока порта. В дипломатическата кореспонденция този термин се налага като синоним на правителството, отразявайки водещата роля на Великия везир.
Османската империя има турски произход и се основава на исляма, но още от установяването ѝ тя представлява хетерогенна смесица на етнически групи и религиозни изповедания. Османците определят етническата принадлежност на населението единствено според изповеданието и признава законово религиозни общности (миллети). Мюсюлманите (правоверните) са привилегирован миллет, независимо от народността (турска, кюрдска или арабска). Не-мюсюлманите са неверници (каури, гяури) и втора категория поданици, като има православен миллет, арменски миллет и т.н. които се ползват с общностна автономия. Миллетите имат право да отварят собствени училища, религиозни учреждения и съдилища според обичайното им право.

### Султани
Султанът, наричан често и „падишах“, е титлата на османските владетели. Те са наследници на основателя Осман I, който поставя началото на Османската династия, управлявала империята до 20-те години на XX век. Първоначалните владетели на Османската държава се наричали просто „бейове“.
Османските султани по хронологичен ред
- Осман I (1299 – 1324)
- Орхан I (1324 – 1362)
- Мурад I (1362 – 1389)
- Баязид I(1389 – 1402)
- Мехмед I (1413 – 1421)
- Мурад II (1421 – 1444) (1446 – 1451)
- Мехмед II (1444 – 1446) (1451 – 1481)
- Баязид II (1481 – 1512)
- Селим I (1512 – 1520) (първи османски халиф)
- Сюлейман I (1520 – 1566)
- Селим II (1566 – 1574)
- Мурад III (1574 – 1595)
- Мехмед III (1595 – 1603)
- Ахмед I (1603 – 1617)
- Мустафа I (1617 – 1618) (1622 – 1623)
- Осман II (1618 – 1622)
- Мурад IV (1623 – 1640)
- Ибрахим I (1640 – 1648)
- Мехмед IV (1648 – 1687)
- Сюлейман II (1687 – 1691)
- Ахмед II (1691 – 1695)
- Мустафа II (1695 – 1703)
- Ахмед III (1703 – 1730)
- Махмуд I (1730 – 1754)
- Осман III (1754 – 1757)
- Мустафа III (1757 – 1774)
- Абдул Хамид I (1774 – 1789)
- Селим III (1789 – 1807)
- Мустафа IV (1807 – 1808)
- Махмуд II (1808 – 1839)
- Абдул Меджид I (1839 – 1861)
- Абдул Азис (1861 – 1876)
- Мурад V (30 май-31 август 1876)
- Абдул Хамид II (1876 – 1909)
- Мехмед V (1909 – 1918)
- Мехмед VI (1918 – 1922)

### Административно деление
Административното деление на Османската империя се основава на военното администриране, но и с участие на гражданското управление. Административното деление на империята не обхваща териториите на различните васални държави, влизащи в състава на страната. В разцвета си Османската империя има 29 провинции.

## Армия
Армията е изградена от конница, пехота и флот. Конниците са наричани още спахии. Те получавали земя от султана, да я обработват, но само докато са в армията. От чина им зависи големината на земята и плодородността ѝ. Всеки спахия трябвало да облече и оборудва 10 свои приятели или подчинени, и когато султана го повика за поход на армията, трябва да ги поведе на война. Пехотата е съставена основно от еничарски корпус. Те не получавали земя, а заплати, не се женели и не са имали собственост. Всеки еничар с гордост се хвалел, че цялото му имущество се намирало на раменете му. Безстрашни в бой и безмилостни към враговете на султана, те дълго време са били главната опора на султанската власт. Еничарският корпус е бил набиран като специален данък – „девширме“ от християнски семейства, известен като „кръвен данък“. Насилствено ислямизирани и подлагани на строга военна подготовка, те образували ядрото на османската армия. Поради личните си качества и строга самодисциплина много от тях са били издигани на високи постове в държавата. Много от тях са оставили значима диря в историята на Османската империя.

## Икономика
Основен източник на богатство в империята са военната експанзия и приходите от данъци. От стопанските сектори земеделието се счита за по-важно от индустрията и търговията.

## Демография

### Езици
В двора и административните органи на Османската империя се използва османски турски език, но в различните части на империята се използват много други езици. Подчинените народи могат да използват родния си език, като там, където съжителстват два или повече етноса, жителите често говорят и съответните езици. Когато се отнасят към правителството обаче, трябва да използват османски турски и за целта понякога са наемали писари. Обикновените хора използват простонародния турски език, а по-образованите турци – персийски и арабски, особено преди епохата на Танзимата, като персийският се използва предимно в литературата, а арабският в науката.
Лингвистичните групи са многобройни и се припокриват. На Балканския полуостров преобладават славянските езици, гръцки и албански, но има също така турски и влашки малцинства. В Анадола преобладава турският език, но се говорят също така гръцки, арменски и кюрдски. В Сирия, Ирак, Арабия и Северна Африка се говорят различни варианти на арабски език, но елитът говори на турски. Нито в една от османските провинции не се говори един-единствен език.

### Религия
Половината християнски църкви в населените от християни територии биват превърнати в джамии, а другата половина остават християнски църкви. Поддръжката и на църквите и строежа на нови църкви през вековете са трудни поради рядкото им финансиране.

### Облекло
В дълги периоди от съществуването на Османската империя разнообразието на религии и раси в нея е подчертавано от строги предписания за облеклото. През 1709 г. само турските мъже са можели да ходят облечени с жълти чехли и зелени елеци, както и да носят фесове. Към 1829 – 1830 г. гърците носели син тюрбан, арменците – закръглена кожена шапка, а евреите – малко черно кепе. След 1830 г. се установява по-голяма търпимост относно облеклото. През 1829 г. Алекзандър пише за облеклото на жените, че „те всички изглеждаха облечени еднакво, тоест долната част на лицето и устата покрити с бял плат и силуетът обвит в зелена рокля, но надутите туркини се различаваха от останалите по жълтите чехли или пантофи и по наметалото на фереджето, което се спуска до под талията, докато това на християнките и еврейките достига едва долната част на раменете“. Вкъщи еврейките носят тюрбан с конична форма, който се прикрепва с кърпичка, минаваща под брадичката. Полата е стегната в талията с копринен колан, който се прикрепва отпред с две пафти от злато и скъпоценни камъни.

## Култура

### Образование
През периода от 1453 до 1826 г. в Топкапъ сарай функционира Ендерун - школа за подготовка на висши османски управленски кадри.
През деветнадесети век Османската държава очевидно е загрижена да установи модерна образователна система. Първите модерни военни училища са основани още през 1770 г. и са последвани от първите граждански светски училища през 1830-те. По-ранните училища се фокусирани върху професионално формиране на учениците. През 1842 г. е основано девическо многоконфесионално училище за акушерки. През 1845 г. е въведена тристепенна училищна система - начални училища по Коран, гимназиални училища, известни като рушдие, и университети. През 1857 г. е създадено Министерството на общественото образованието беш, за да координира нарастващия брой на правителствените училища. Първият университет е предложен през 1845 г. и е открит в Истанбул през 1900 г., а до 1918 г. има единадесет лицея. Законът за образованието от 1869 г., който не влиза в сила сила до 1880 г., въвежда задължителна централизирана училищна система. 